# Кетъл (река)
Кетъл (на английски: Kettle River) е река в Югозападна Канада (провинция Британска Колумбия) и САЩ (щата Вашингтон), десен приток на река Колумбия.
Дължината ѝ от 336 км ѝ отрежда 108-о място сред реките на Канада.
Реката изтича от малкото езеро Холмс, в планината Монаши на 1372 м н.в., преминава през езерото Кийфър (англ. Keefer, 1356 м) и се насочва на юг, като при селището Уестбридж от дясно в нея се влива река Уест Кетъл. При селището Рок Крийк завива на изток и около 25 км тече успоредно на канадско-американската граница. Близо до канадското градче Мидуей, завива на юг и навлиза в САЩ, щат Вашингтон. Постепенно реката завива на югоизток, след това на изток, при град Кърли продължава на североизток и при селището Данвил, след като изминава около 38 км по американска територия, отново се връща на канадска. Там Кетъл завива на изток, преминава през град Гранд Форкс (4036 жители, най-голямото селище по течението ѝ), където от ляво приема най-големия си приток река Гранби. При селището Каскейд, от ляво в нея се вливат водите на езерото Кристина, Кетъл рязко променя посоката си на юг и отново навлиза в американска територия. Преминава покрай малките градчета Лориър, Ориент и Бойдс и след около 36 км се влива в залива Кетъл Ривър Арм на язовира „Франклин Делано Рузвелт“ на река Колумбия на 357 м н.в.
Площта на водосборния басейн на реката е 10 878 km2, като 4700 km2 са на канадска територия, а останалите 6178 km2 на американска. Около 38 км от средното и около 36 км от долното ѝ течение са на американска територия. Основните ѝ притоци са: леви – Гранби; десни – Уест Кетъл, Рок Крийк.
Основно подхранване – снежно-дъждовно. Среден многогодишен дебит в устието 82 m3/s, като максимумът е през май-юни 991 m3/s, а минимумът – през януари-февруари 2 m3/s.
По протежението на реката от Рок Крийк до Мидуей и от Алмънд Гардънс до Билингс преминава канадското провинциално шосе № 3. На американска територия покрай десния ѝ бряг от Кърли до Данвил е прокарано щатско шосе № 21.